# Brunkrut
Brunkrut är en krutsort, utvecklad på 1880-talet som en variant av svartkrut.
Brunkrut har en lägre svavelhalt och innehåller 78 % salpeter, 19 % kol och 3 % svavel. Kolet var dessutom mindre kolat och brunt snarare än svart. Brunkrut blev genom långsammare brinnhastighet ett bättre drivmedel i kanoner än svartkrut, men undanträngdes av de röksvaga kruten.